# 夏威夷元
夏威夷元（夏威夷语：dala）是夏威夷王国于1847年至1898年发行的货币。夏威夷元与美元等值，其辅币为夏威夷分（keneta）。一夏威夷元等于100夏威夷分。
1847年，夏威夷效仿西方国家发行硬币。其硬币正面为国王卡美哈梅哈三世的头像。但由于该国经济状况不佳，硬币并未广泛流通。1883年，发行10分（umi keneta）、四分之一元（hapaha）、半元（hapalua）、一元（akahi dala）等硬币。
1879年起，夏威夷开始发行纸币。其纸币面值包括十元、二十元、五十元和一百元。